# Wilkowice (powiat poddębicki)
Wilkowice – wieś w Polsce położona w województwie łódzkim, w powiecie poddębickim, w gminie Wartkowice. Miejscowość wchodzi w skład sołectwa Tur.

## Historia
Ostatnimi właścicielami Wilkowic (do 1939 roku) byli Ścibor-Bogusławscy herbu Ostoja.
W latach 1975–1998 miejscowość należała administracyjnie do województwa sieradzkiego.

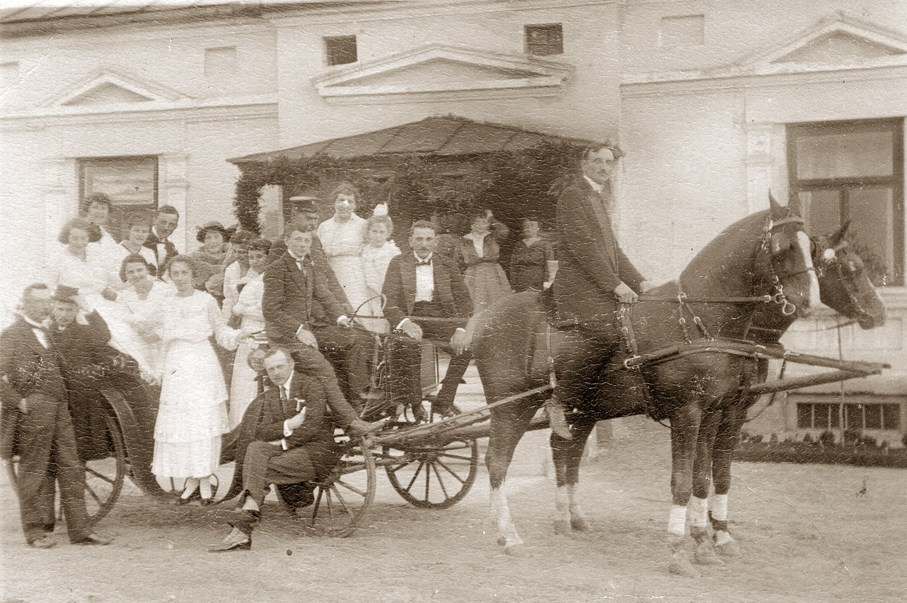
Dwór Ścibor-Bogusławskich w Wilkowicach. Zdjęcie z 1919 r.